# 3714 Kenrussell
Kenrussell (asteróide 3714) é um asteróide da cintura principal com um diâmetro de 11,15 quilómetros, a 2,1130616 UA. Possui uma excentricidade de 0,1762481 e um período orbital de 1 500,58 dias (4,11 anos).
Kenrussell tem uma velocidade orbital média de 18,59665711 km/s e uma inclinação de 14,37565º.
Este asteróide foi descoberto em 12 de Outubro de 1983 por Edward Bowell.